# 长江大学
长江大学（简称：长大，縮寫：YU），经中华人民共和国教育部批准，于2003年4月16日由原江汉石油学院、湖北农学院、荆州师范学院以及湖北省卫生职工医学院四校合并而成，是国家“小211工程”（“中西部高校基础能力建设工程”）重点建设高校，是湖北省属高校中规模最大、学科门类较全的综合性大学，为湖北省重点建设的骨干高校、湖北省“国内一流大学建设高校”。长江大学是一所以地矿油学科为特色，以工、农、 文、理学科重点，多学科门类协调发展的综合性大学。学校现有28个教学院系，设有104个本科专业，涵盖经济学、法学、教育学、文学、历史学、理学、工学、农学、医学、管理学、艺术学11大学科门类。长江大学在荆州拥有东校区、西校区，在武汉蔡甸区设有武汉校区。长江大学也是湖北省人民政府与中国石油天然气集团公司、中国石油化工集团公司、中国海洋石油总公司共建以及湖北省人民政府与国家农业农村部共建的高校。

## 历史沿革
- 原江汉石油学院的前身为地球物理学家翁文波院士等人于1950年在北京创办的北京石油工业专科学校[14]，系新中国成立后创建的第一所石油学校。原校址在北京定福庄（即北京广播学院校址），1954年更名为北京石油地质学校。为参加大庆石油会战，北京石油地质学校于1965年迁往大庆，易名大庆石油地质学校。为参加江汉油田会战，学校又于1972年迁校荆州，改名为江汉石油地质学校。1978年改名为江汉石油学院。
- 原湖北农学院的前身是华中农学院荆州分院，始建于1977年，1989年经国家教委批准为普通本科院校。
- 原荆州师范学院的前身是1936年12月创建的湖北第四区简易师范学校，先后改制和易名为湖北省立第四师范学校、湖北省立江陵师范、江汉师范学院(本科)、江汉师范专科学校、荆州师范学校、华师荆州分院。
- 原湖北省卫生职工医学院前身是湖北省沙市卫生学校，始建于1951年，后升格为江汉医学院(本科)，1977年更名为武汉医学院(现华中科技大学同济医学院)荆州分院，1984年更名为湖北省卫生职工医学院[14]。
- 2003年4月16日，经中华人民共和国教育部批准，江汉石油学院、湖北农学院、荆州师范学院、湖北省卫生职工医学院合并组建成长江大学[14]。[14][15]。
- 2003年11月19日上午，长江大学揭牌庆典大会隆重举行。时任湖北省副省长辜胜阻、时任荆州市市委书记段轮一共同为长江大学揭牌[16]。
- 2005年5月14~15日，长江大学增列博士学位授予单位立项评估工作汇报会在长江大学召开。湖北省学位办主任问青松一行7人组成的省政府学位委员会听取了我校学科建设工作情况汇报,并积极推荐长江大学申请增列为博士学位授权单位[17]。2006年2月9日[18]，经国务院学位委员会第二十二次会议审议、国家教育部批准，长江大学增列为博士学位授权单位。矿产普查与勘探、地球探测与信息技术、油气田开发工程3个学科获得博士学位授予权；新增26个硕士点，其中包括4个硕士学位授权一级学科。
- 2008年，长江大学武汉校区开始建设，经过三年的规划和施工建设，已于2011年全部建成，并于2012年2月7日，长江大学武汉校区正式揭牌，同年9月，武汉校区初步建成并投入使用。
- 2010年10月3日，在长江大学组建8 周年暨石油教育60 年庆祝大会上，时任中共中央政治局常委周永康[19]发来贺信。湖北省副省长郭生练与中石油、中石化、中海油三大石油公司负责人签署共建长江大学协议[19][14]。
- 2013年5月22日，由教育部、国家发改委、财政部联合印发的《中西部高等教育振兴计划（2012－2020年）》正式向社会发布[4][20] [21] [22]。长江大学于2012年7月[23]入选国家教育部“中西部高校基础能力建设工程”（又称“中西部100所”，“小211工程”[24]），成功跨入继“985工程”、“211工程”后国家第三批重点大学行列。
- 2014年6月12日，中共湖北省委组织部宣布长江大学领导班子调整，首任校长张昌民不再担任校长职务，原武汉大学副校长谢红星接任校长、党委副书记，中南民族大学经济管理学院院长郑军任副校长。张昌民教授卸职后仍旧是长大一员，专门从事学术研究工作[25] 。

## 校训校风
2007年4月，经过长江大学全校师生的广泛讨论，学校确定“长大长新”为校训，“求实、进取、创业、报国”为校风。确定以东校区教学主楼框架作为校标的主体图案。学校校训、校风、校标正式确立。
“长大长新”，其简明释义为“长江大学，历久弥新；培育大志，崇尚创新”。

## 重点学科
长江大学现有16个“十二五”省级重点学科和重点（培育）学科，其中，优势学科2个：地质资源与地质工程、作物学；特色学科6个：石油与天然气工程、化学工程与技术、机械工程、农林经济管理、物理学、计算机科学与技术；重点（培育）学科8个：植物保护、风景园林学、临床医学、水产、教育学、中国语言文学、地球物理学、土木工程。13个重点学科设有“楚天学者计划”特聘教授岗位。

## 重点专业
长江大学现有“地质资源与地质工程”、“石油与天然气工程”2个博士后科研流动站。“地质资源与地质工程”、“石油与天然气工程”、“作物学”3个博士学位授权一级学科，15个二级学科博士点；23个硕士学位授权一级学科，128个二级学科硕士点。具有同等学力人员申请硕士学位授予权，工程硕士、农业推广硕士、体育硕士、工商管理硕士、法律硕士、护理硕士、艺术硕士专业学位授予权。设有104个本科专业，其中有“资源勘查工程”、“勘查技术与工程”、“石油工程”、“农学”、“机械设计制造及其自动化”、“化学工程与工艺”6个国家特色专业，“电子信息工程”、“土木工程”等11个湖北省品牌专业。“农学”、“机械设计制造及其自动化”、“电子信息工程”、“生物技术”、“化学工程与工艺”、“植物保护”、“应用化学”、“自动化”、“地理信息科学”9个专业入选湖北省战略性新兴（支柱）产业人才培养计划。

## 校园环境
长江大学在荆州和武汉均有校区分布，在荆州拥有五个校区：两所独立学院——长江大学文理学院和长江大学工程技术学院（现已经改成荆州学院）；三个校区——长江大学东校区、长江大学西校区、长江大学武汉校区；在武汉拥有一个校区——长江大学武汉校区。

## 院系设置
| - 经济与管理学院 - 法学院 - 马克思主义学院 - 教育与体育学院 - 人文与新媒体学院 - 外国语学院 - 信息与数学学院 - 物理与光电工程学院 - 化学与环境工程学院 - 石油工程学院 - 地球物理与石油资源工程学院 - 地球科学学院 - 资源与环境学院 | - 机械工程学院 - 电子信息与电气工程学院 - 计算机科学学院 - 城市建设学院 - 农学院 - 园艺园林学院 - 动物科学学院 - 生命科学学院 - 医学院 - 临床医学院 - 艺术学院 - 教学实验中心 |

### 新设院系
- 长江大学马克思主义学院

2008年9月25日，中共中央宣传部、教育部发布《关于进一步加强和改进高等学校思想政治理论课教师队伍建设的意见》，要求加强高校思想政治理论课教学科研组织建设，在各高校建立独立的、直属学校领导的思想政治理论课教学科研二级机构。长江大学党委按照中央的文件精神，于2011年5月，在原长江大学政法学院思想政治理论课部和政治系（思想政治教育本科专业）基础上独立设置马克思主义学院。其基本职能是：统一管理思想政治理论课教师，负责思想政治理论课教学、科研、研究生培养、社会服务和相关管理工作；负责马克思主义理论学科建设、思想政治教育专业的人才培养和教学科研梯队建设等工作。
- 长江大学法学院

2012年，在原法学、社会工作两个本科专业和法律事务专科专业基础上，组建长江大学法学院。长江大学法学院是直属于长江大学的 28 个教学院系之一，是长江大学最年轻的院系。法学系下辖法学、社会工作两个本科专业和法律事务专科专业，同时承担全校法学本科双学位学生的培养，并在马克思主义基本原理专业下设置中国民商法和马克思主义法学理论与中国法制建设两个研究方向，招收攻读法学硕士学位的研究生。

## 著名校友
- 王铁冠——中国科学院院士、石油地质学家
- 王太宏——教育部长江学者特聘教授、“973”首席科学家
- 王恩科——教育部长江学者特聘教授
- 肖立志——教育部长江学者特聘教授
- 雪克来提·扎克尔——中共新疆维吾尔自治区党委副书记、自治区政府主席
- 桂世镛——经济学家、原国家计委秘书长
- 王生铁——原湖北省副省长，省政协主席
- 宋育英——原湖北省政协主席
- 李凡荣——原中国海洋石油总公司副总经理、股份公司总裁，国家能源局副局长、党组成员。
- 张永一——原中国石油天然气集团公司副总经理
- 邓运华——中国工程院院士，中国海洋石油总公司副总地质师
- 彭明——中华人民共和国持不同政见者

## 战略合作
2014年11月21日，武汉大学校长李晓红，副校长谈广鸣、舒红兵与长江大学党委书记朱业宏、校长谢红星签署战略合作协议，荆州市副市长徐朝平、康均心等出席签约仪式。根据协议内容，武汉大学与长江大学将本着“相互促进、共谋发展”的原则，在人才培养、师资队伍建设、学科建设、科学研究等方面开展广泛合作。武汉大学与长江大学建立战略合作关系，能充分发挥武大优势，支持长大提升学科水平和人才培养质量，进一步推动长大跨越发展。

## “10·24”“结梯救人”大学生群体
2009年10月24日，长江大学的一些学生在长江宝塔湾一带游玩，十几米远的江面上，两个少年在江水中挣扎沉浮，为救两名落水少年，长江大学10多名大学生手拉手扑进江中营救，两名少年获救，而长江大学文理学院广播电视学专业大一学生方招、长江大学文理学院广播电视学专业大一学生何东旭、长江大学城建学院土木工程专业大一学生陈及时三名学生不幸被江水吞没，英勇献身。11月10日，湖北追认3名牺牲大学生为革命烈士。11月27日，中华见义勇为基金会、湖北省见义勇为基金会在湖北省荆州市分别授予“10·24”舍己救人群体“全国见义勇为英雄群体”及“湖北省见义勇为英雄群体”荣誉称号。由中国中央电视台评选的2009年度“感动中国”年度人物评选中，长江大学“结梯救人”大学生群体获得特别奖。